# Підземний світ

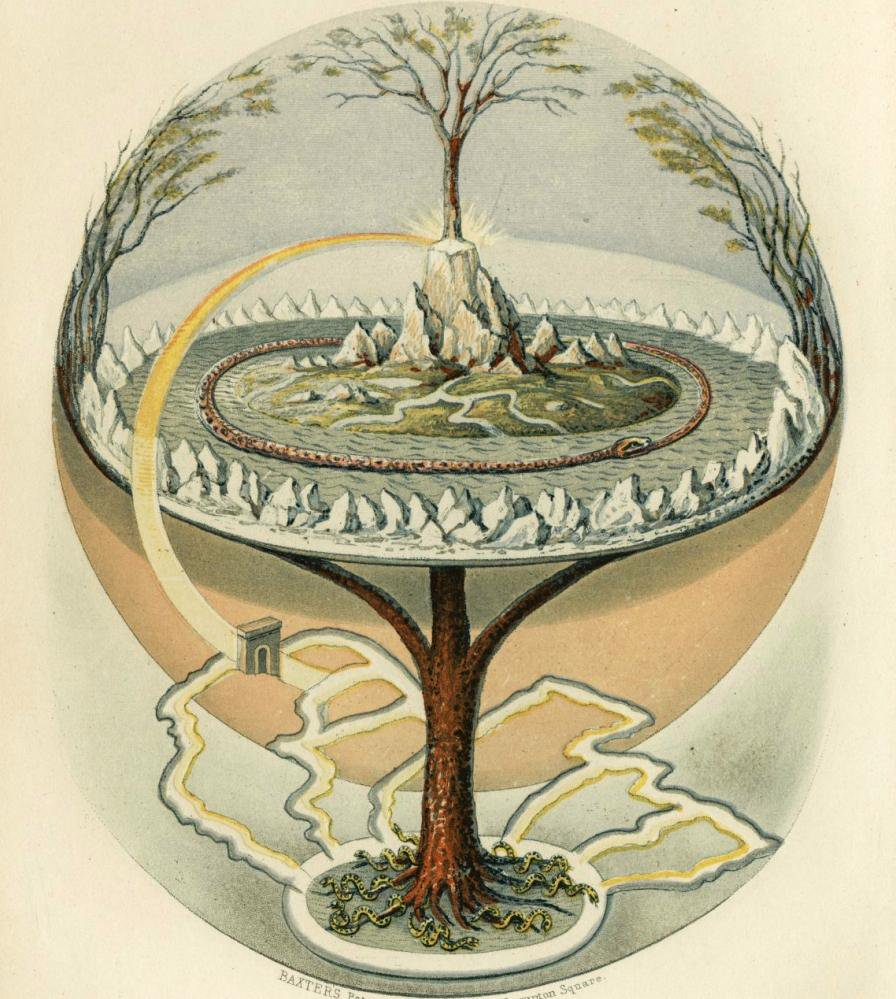
Іґґдрасілль, сучасна спроба реконструювати світове дерево скандинавської міфології, яке зв'язано з небесами, світом, та підземним світом.

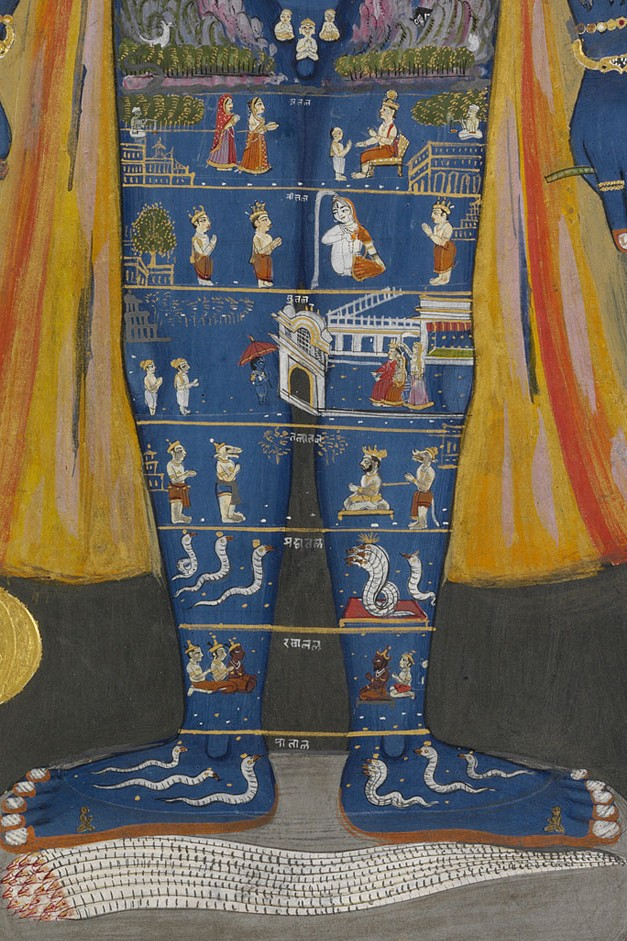
Ноги Вішну як Космичної Людини, що зображує Землю та сім царств підземного світу Патали. Стопи покояться на космічній змії Шеша.

Підземний світ є світ мертвих у різних релігійних традиціях, який розташований під світом живих. Хтонічний є технічним прикметником для речей підземного світу.
Концепція підземного світу зустрічається практично в кожній цивілізації, і «може бути старою, як і саме людство». Загальною рисою міфів про підземний світ є свідчення  поїздок живих людей у підземний світ, часто для якоїсь героїчної мети. Інші міфи підкріплюють традиції, що вхід душ в підземний світ вимагає належного спостереження за церемонією, як, наприклад, давньогрецька історія про недавно мертвого Патрокла, який переслідує Ахіла, доки його тіло не може бути належним чином поховане для цієї мети. Особи з соціальним статусом, звичайно були одягнені і обладнані для кращого орієнтування в підземному світі.
Ряд міфологій включають концепцію душі померлого, що здійснює власну подорож до підземного світу, внаслідок чого мертві повинні перебратися через якусь перешкоду, наприклад, озеро або річку, щоб дістатися до місця призначення. Зображення таких подорожей можна зустріти як у давньому, так і в сучасному мистецтві. Спуск до підземного світу був описаний як «найважливіший міф для авторів модернізму».